# Héctor Pablo Ramírez Puga
Héctor Pablo Ramírez Puga Leyva (Oaxaca de Juárez, Oaxaca, 30 de noviembre de 1967). Es un político mexicano que ha sido en dos ocasiones diputado federal. En marzo de 2018, presentó formalmente su renuncia al Partido Revolucionario Institucional (PRI), partido en el que llevaba 30 años.   
Es licenciado en Ciencias de la Comunicación por la Universidad de las Américas, pertenece a una familia dedicada al periodismo en el estado de Oaxaca, fue miembro activo del PRI desde 1987, año en que fue presidente de la Fundación Colosio y presidente del comité estatal del PRI en Oaxaca.
En el gobierno de Oaxaca ha sido director general del Instituto de Desarrollo Municipal y coordinador general de delegados de gobierno, fue elegido por primera ocasión diputado federal a la LIX Legislatura por el X Distrito Electoral Federal de Oaxaca de 2003 a 2006; en la administración de Ulises Ruiz Ortiz se ha desempeñó como secretario técnico de Gabinete hasta el 28 de diciembre de 2007 en que se convirtió en coordinador general de Comunicación Social, y permaneció en este puesto hasta 2009 en que fue postulado candidato del PRI a diputado federal por el X Distrito Electoral Federal de Oaxaca. 
Electo a la LXI Legislatura de 2009 a 2012, en la Cámara de Diputados se desempeña como secretario de la comisión de Turismo, y como integrante de la comisión de Marina y de la comisión de Presupuesto y Cuenta Pública.
En 2010 ha sido uno de los principales detractores del candidato opositor al gobierno de Oaxaca Gabino Cué Monteagudo, acusando al gobierno federal de apoyarlo ilegalmente
Héctor Pablo fue director general de Liconsa desde diciembre de 2012 hasta febrero de 2018. Ramírez Puga Leyva fue quien instrumentó desde Liconsa la política de "Un peso el litro de leche" para los 400 municipios más pobres de México y en el caso de su Estado por primera vez en la historia la leche Liconsa fue gratuita para las familias más pobres de los 200 municipios que acusaban mayor marginación. Destacando también desvío de recursos a empresas fantasma, entre ellas un periódico local propiedad de su padre, a pesar de eso ocupa actualmente un puesto a la cabeza de la Comisión Estatal del Agua(CEA), en el estado de Oaxaca.
Actualmente se mantiene sin filiación en ningún partido político.